# Les Authieux-du-Puits
Pour les articles homonymes, voir Les Authieux et Puits.
Les Authieux-du-Puits est une ancienne commune française, située dans le département de l'Orne en région Normandie, peuplée de 76 habitants.
En 2025, elle fusionne avec La Genevraie, Godisson, Le Merlerault et Nonant-le-Pin pour devenir Merlerault-le-Pin.

## Géographie
La commune recouvre la ligne de partage des eaux entre le bassin de l'Orne et le bassin de la Seine et voisine avec celle du bassin de la Loire.

### Climat
Pour des articles plus généraux, voir Climat de la Normandie et Climat de l'Orne.
En 2010, le climat de la commune est de type climat océanique dégradé des plaines du Centre et du Nord, selon une étude du CNRS s'appuyant sur une série de données couvrant la période 1971-2000. En 2020, Météo-France publie une typologie des climats de la France métropolitaine dans laquelle la commune est dans une zone de transition entre le climat océanique et le climat océanique altéré et est dans la région climatique Normandie (Cotentin, Orne), caractérisée par une pluviométrie relativement élevée (850 mm/a) et un été frais (15,5 °C) et venté. Parallèlement le GIEC normand, un groupe régional d’experts sur le climat, différencie quant à lui, dans une étude de 2020, trois grands types de climats pour la région Normandie, nuancés à une échelle plus fine par les facteurs géographiques locaux. La commune est, selon ce zonage, exposée à un « climat des plateaux abrités », se caractérisant par une pluviométrie et des contraintes thermiques modérées mais aussi, par effet de continentalité, des températures plus contrastées qu'au nord dans la plaine de Caen, avec communément 10 à 15 jours par an de plus de froid en hiver et de chaleur en été.
Pour la période 1971-2000, la température annuelle moyenne est de 9,7 °C, avec une amplitude thermique annuelle de 14 °C. Le cumul annuel moyen de précipitations est de 844 mm, avec 12,8 jours de précipitations en janvier et 8,1 jours en juillet. Pour la période 1991-2020, la température moyenne annuelle observée sur la station météorologique la plus proche, située sur la commune du Merlerault à 4 km à vol d'oiseau, est de 0,0 °C et le cumul annuel moyen de précipitations est de 0,0 mm,. Pour l'avenir, les paramètres climatiques de la commune estimés pour 2050 selon différents scénarios d’émission de gaz à effet de serre sont consultables sur un site dédié publié par Météo-France en novembre 2022.

## Urbanisme

### Typologie
Au 1er janvier 2024, Les Authieux-du-Puits est catégorisée commune rurale à habitat très dispersé, selon la nouvelle grille communale de densité à sept niveaux définie par l'Insee en 2022.
Elle est située hors unité urbaine et hors attraction des villes,.

### Occupation des sols
L'occupation des sols de la commune, telle qu'elle ressort de la base de données européenne d’occupation biophysique des sols Corine Land Cover (CLC), est marquée par l'importance des territoires agricoles (94,3 % en 2018), en diminution par rapport à 1990 (100 %). La répartition détaillée en 2018 est la suivante : 
prairies (78 %), terres arables (16,4 %), espaces verts artificialisés, non agricoles (5,7 %). L'évolution de l’occupation des sols de la commune et de ses infrastructures peut être observée sur les différentes représentations cartographiques du territoire : la carte de Cassini (XVIIIe siècle), la carte d'état-major (1820-1866) et les cartes ou photos aériennes de l'IGN pour la période actuelle (1950 à aujourd'hui).

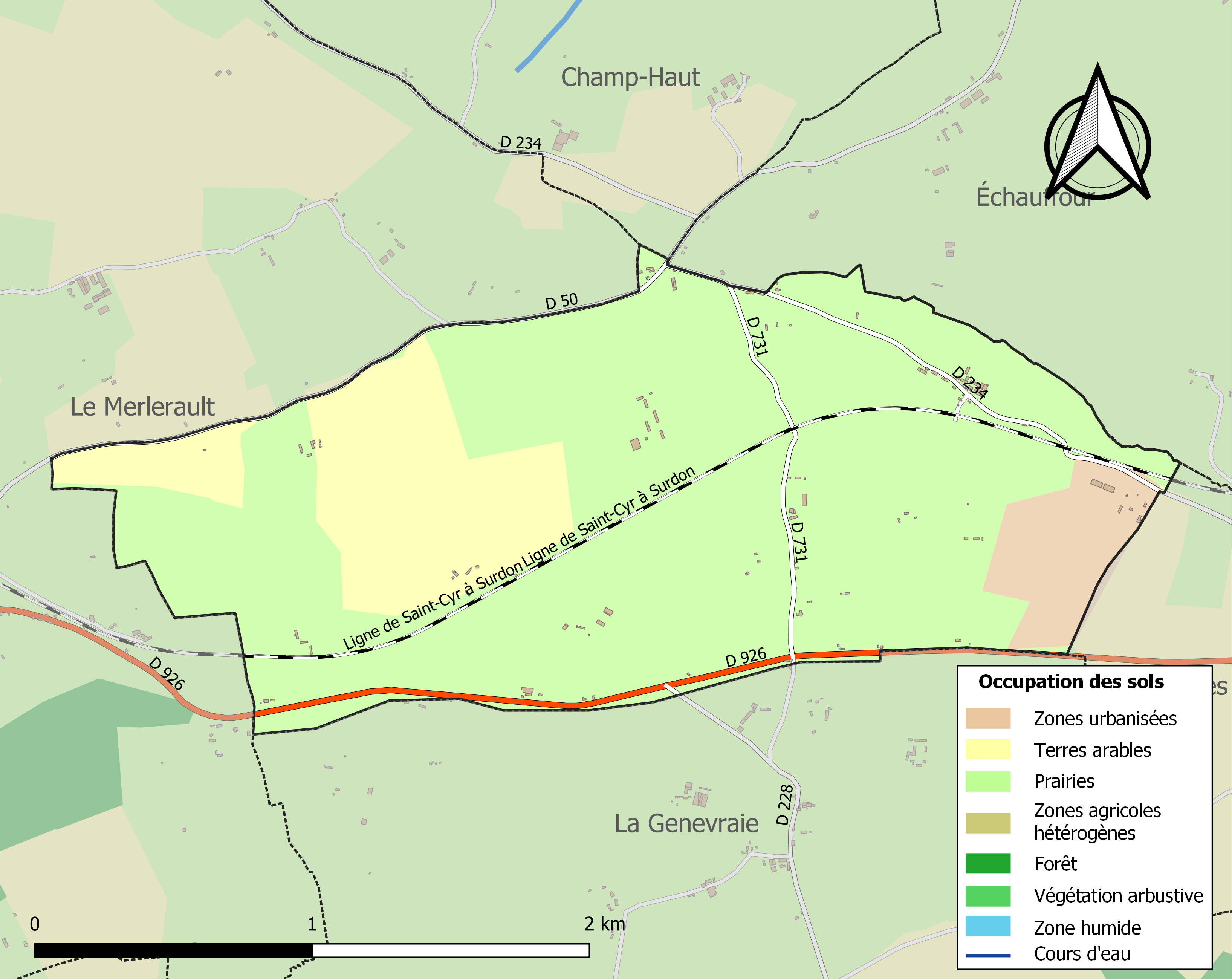
Carte des infrastructures et de l'occupation des sols de la commune en 2018 (CLC).

## Toponymie
Le nom de la localité apparaît sous la forme les Alters dans un écrit d'Orderic Vital à propos d'une donation faite le 8 avril 1093 en faveur de l'abbaye de Saint-Évroult. L'abbaye venait d'être fondée sur les ruines d'un précédent monastère. L'auteur cite parmi les témoins le prêtre qui officiait alors aux Alters, Teodelin ; Les Authieux en 1793.
Authieux comme Auteuil signifie en ancien français « autels » et se rapportent souvent à des sources.

Puits désigne un sommet (français moderne « pic »). L'église culmine en effet sur une hauteur proche d'un sommet.

## Histoire
(novembre 2010).
Si vous disposez d'ouvrages ou d'articles de référence ou si vous connaissez des sites web de qualité traitant du thème abordé ici, merci de compléter l'article en donnant les références utiles à sa vérifiabilité et en les liant à la section « Notes et références ».
À l'époque carolingienne, le territoire des Authieux appartenaient au Hiémois qui a adopté le nom de pays d'Argentan quand cette dernière ville à remplacer la capitale Exmes. À l'est, commence le pays d'Ouche et au nord le pays d'Auge.
Le toponyme Vauguimont conserve le souvenir de la vallée appartenant au seigneur Guimont. Le château, peut être du XVIIe siècle ou même antérieur à en croire les traces de douves, a probablement été construit tardivement en contrebas d'une motte féodale, fortification souvent datée du Xe siècle, dont les contours semblent dessinés par un antique chemin de la Motte.
La limite sud de la commune coïncide à peu près avec l'ancienne route des Postes, qui a été aménagée au XVIIIe siècle. C'est aujourd'hui la départementale 926, ancienne nationale 26. Au XIXe siècle, le chemin de fer Paris - Granville, qui s'arrêtait à L'Aigle et au Merlerault, a été construit en contrebas de la route moyennant d'importants travaux de terrassement, le creusement d'un profonde fosse dans laquelle passe la ligne et la construction d'un pont dit à Lunettes.
À la Révolution française, la commune a adopté les contours de la petite seigneurie locale et le propriétaire du château, principal propriétaire foncier, est resté le maire jusque dans les années 1980. La petite mairie est un charmant édicule proche de l'église.
Le développement du marché aux bestiaux de L'Aigle au XIXe siècle a amené à substituer après guerre à l'élevage de chevaux celui des bœufs. Celui-ci a été remplacé à partir de 1990 par la culture irriguée du maïs avec épandage, entraînant la disparition des écrevisses entre autres.
L'eau courante est arrivée aux Authieux dans les années 1980.
La faible taille de la commune puis son déclin démographique (moins de cent habitants à partir de 1980 environ) a rendu nécessaire la délégation d'un grand nombre de tâches administratives à la mairie du Merlerault.

## Politique et administration

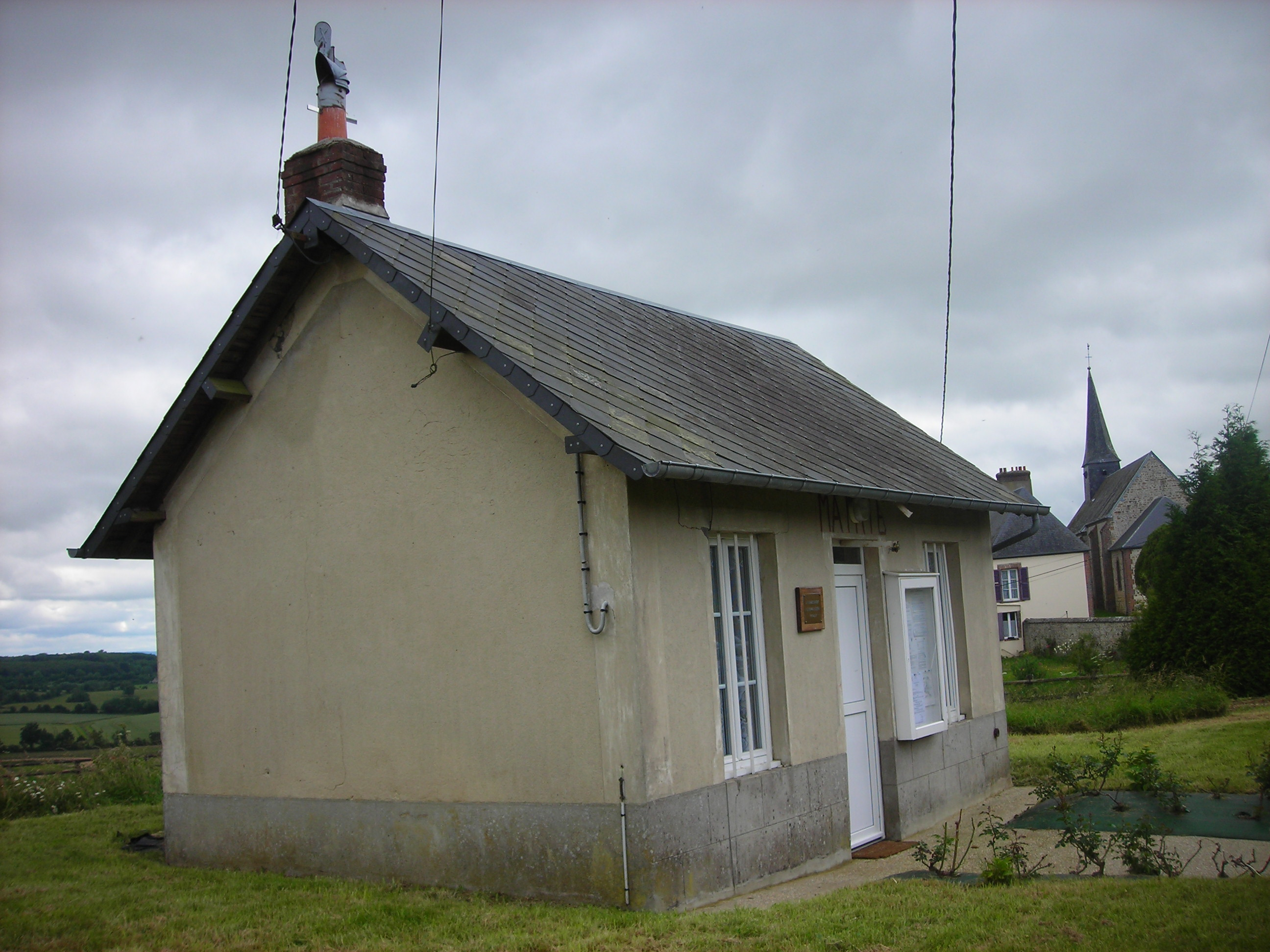
La mairie.

| Période                                  | Période   | Identité         | Étiquette | Qualité                   |
| ---------------------------------------- | --------- | ---------------- | --------- | ------------------------- |
| ?                                        | mars 2001 | Maurice Levesque |           |                           |
| mars 2001                                | mars 2008 | Jacques Martin   | SE        | Retraité de l'agriculture |
| mars 2008                                | En cours  | Jean-Marie Robin | SE        | Restaurateur retraité     |
| Les données manquantes sont à compléter. |           |                  |           |                           |

## Démographie
L'évolution du nombre d'habitants est connue à travers les recensements de la population effectués dans la commune depuis 1793. Pour les communes de moins de 10 000 habitants, une enquête de recensement portant sur toute la population est réalisée tous les cinq ans, les populations de référence des années intermédiaires étant quant à elles estimées par interpolation ou extrapolation. Pour la commune, le premier recensement exhaustif entrant dans le cadre du nouveau dispositif a été réalisé en 2008.
En 2022, la commune comptait 76 habitants, en évolution de +10,14 % par rapport à 2016 (Orne : −3,21 %, France hors Mayotte : +2,11 %).
| 1793 | 1800 | 1806 | 1821 | 1836 | 1841 | 1846 | 1851 | 1856 |
| ---- | ---- | ---- | ---- | ---- | ---- | ---- | ---- | ---- |
| 219  | 240  | 242  | 227  | 207  | 201  | 198  | 199  | 163  |

| 1861 | 1866 | 1872 | 1876 | 1881 | 1886 | 1891 | 1896 | 1901 |
| ---- | ---- | ---- | ---- | ---- | ---- | ---- | ---- | ---- |
| 151  | 300  | 184  | 159  | 146  | 134  | 165  | 155  | 144  |

| 1906 | 1911 | 1921 | 1926 | 1931 | 1936 | 1946 | 1954 | 1962 |
| ---- | ---- | ---- | ---- | ---- | ---- | ---- | ---- | ---- |
| 148  | 134  | 111  | 116  | 137  | 117  | 108  | 116  | 118  |

| 1968 | 1975 | 1982 | 1990 | 1999 | 2006 | 2008 | 2013 | 2018 |
| ---- | ---- | ---- | ---- | ---- | ---- | ---- | ---- | ---- |
| 105  | 98   | 60   | 62   | 72   | 67   | 66   | 66   | 76   |

| 2022 | - | - | - | - | - | - | - | - |
| ---- | - | - | - | - | - | - | - | - |
| 76   | - | - | - | - | - | - | - | - |

## Lieux et monuments

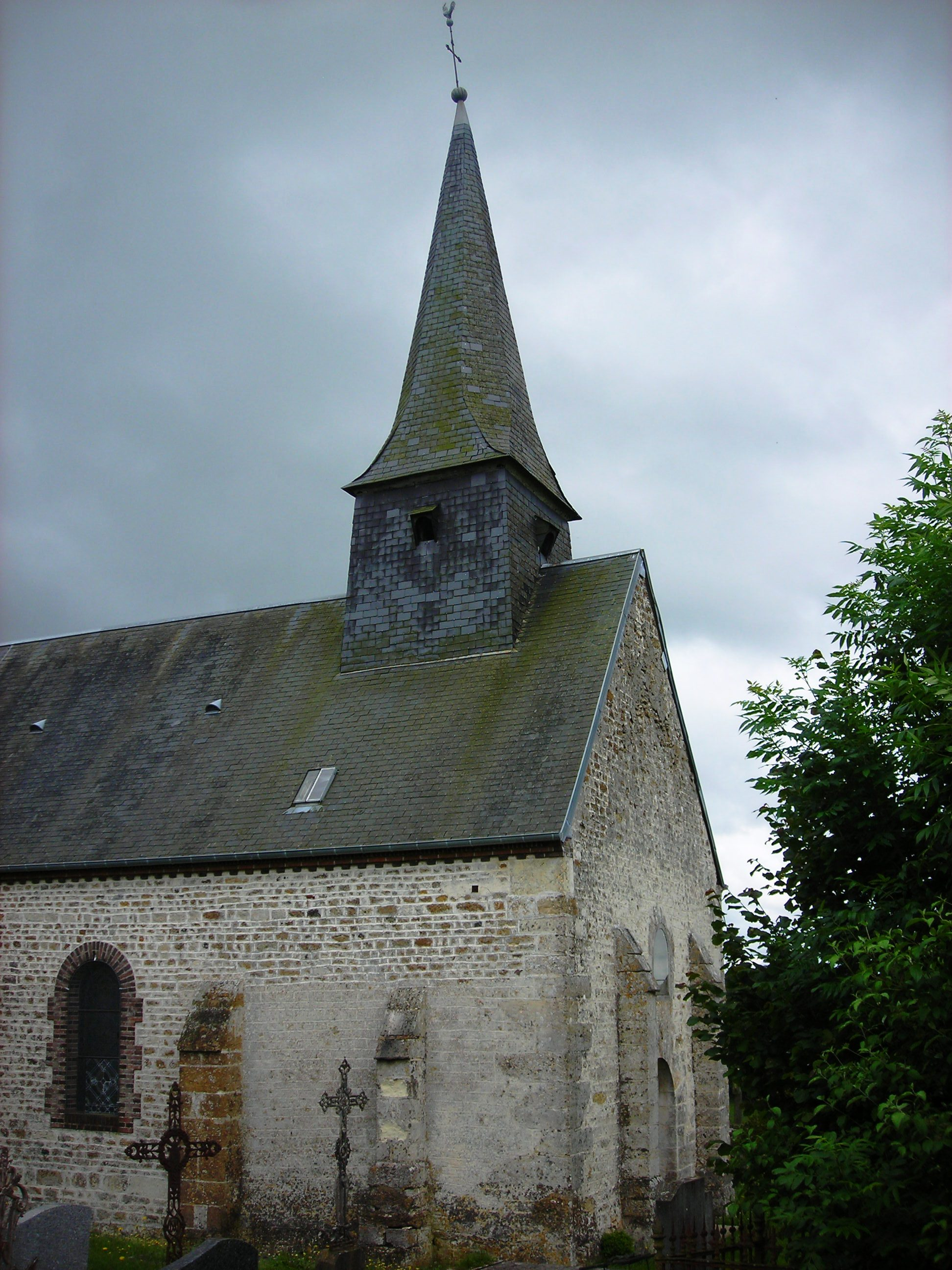
L'église Saint-Martin.

- Église Saint-Martin (XVIIe-XIXe siècles)[23].
- Château des Authieux (XVIIe) et haras (XXe)[24].